# Apokarotenoidy
Apokarotenoidy − grupa organicznych związków chemicznych, występujących powszechnie w wielu organizmach żywych. Powstają w wyniku oksydacyjnego rozkładu karotenoidów, katalizowanego przez oksygenazy karotenoidowe. Przykładami apokarotenoidów są: retinal, retinol, kwas retinowy i kwas abscysynowy.